# Романенко, Иван Иванович
Иван Иванович Романенко (1918-1978) — генерал-майор Советской Армии, участник Великой Отечественной войны, Герой Советского Союза (1944).

## Биография
Родился 5 ноября 1918 года в селе Жирковка (ныне — Машевский район Полтавской области Украины). Окончил неполную среднюю школу, рабфак и аэроклуб. В 1935 году был призван на службу в Рабоче-крестьянскую Красную Армию. В 1938 году окончил Чугуевское военное авиационное училище лётчиков. С октября 1942 года — на фронтах Великой Отечественной войны.
К июлю 1943 года будучи в звании капитана был штурманом 774-го истребительного авиаполка 282-й истребительной авиадивизии 16-й воздушной армии Центрального фронта. К тому времени он совершил 85 боевых вылетов, принял участие в 23 воздушных боях, сбив 16 вражеских самолётов лично и ещё 1 — в составе группы.
Указом Президиума Верховного Совета СССР «О присвоении звания Героя Советского Союза офицерскому составу военно-воздушных сил Красной Армии» от 4 февраля 1944 года за «образцовое выполнение боевых заданий командования на фронте борьбы с немецкими захватчиками и проявленные при этом отвагу и геройство» был удостоен высокого звания Героя Советского Союза с вручением ордена Ленина и медали «Золотая Звезда» за номером 3332.
После присвоения звания Героя продолжал столь же успешно сражался на фронте. К 9 мая 1945 года выполнил 188 боевых вылетов, провёл 61 воздушный бой, сбил 29 вражеских самолётов лично и 3 в группе.
После окончания войны продолжил службу в Советской Армии. В 1951 году окончил Военно-воздушную академию. В 1974 году в звании генерал-майора Романенко был уволен в запас. Проживал в Краснодаре. 
Умер 8 июня 1978 года, похоронен на Славянском кладбище Краснодара.
Награды
Был также награждён пятью орденами Красного Знамени, орденами Александра Невского, Отечественной войны 1-й степени и Красной Звезды, рядом медалей.